# Saison 2 de True Detective
Chronologie
Saison 1 Saison 3
Cet article présente les huit épisodes de la deuxième saison de la série télévisée américaine True Detective.

## Synopsis
Dans la ville fictive de Vinci, dans le comté de Ventura, près de Los Angeles, le gérant municipal Ben Caspere est retrouvé mort sur une aire d'autoroute, le corps mutilé. L'État réunit alors une unité spéciale pour enquêter sur les circonstances de sa mort : Ray Velcoro, un policier corrompu au service d'un mafieux local, Frank Semyon, cherchant à se repentir mais ayant perdu tout son argent avec la mort de Caspere, Antigone « Ani » Bezzerides, une femme policier hantée par son passé, et Paul Woodrugh, un policier à moto, vétéran de guerre pris dans un scandale sexuel. Les quatre personnes vont découvrir peu à peu l'ampleur de l'affaire, mêlant politiciens véreux, policiers corrompus et cartels autour d'un projet de voie ferroviaire traversant toute la Californie.

## Distribution

### Acteurs principaux
- Colin Farrell (VF : Boris Rehlinger) : inspecteur Ray Velcoro
- Rachel McAdams (VF : Noémie Orphelin) : shérif Antigone « Ani » Bezzerides
- Taylor Kitsch (VF : Stanislas Forlani) : Paul Woodrugh
- Kelly Reilly (VF : Isabelle Volpe) : Jordan Semyon
- Vince Vaughn (VF : Bruno Dubernat) : Frank Semyon

### Acteurs récurrents
- Chris Kerson (VF : Emmanuel Karsen) : Nails
- Christopher James Baker (VF : Sylvain Agaësse) : Blake Churchman
- Adria Arjona (VF : Vanessa Van-Geneugden) : Emily
- Timothy V. Murphy (en) (VF : Patrick Laplace) : Osip Agranov
- James Frain (VF : Constantin Pappas) : Kevin Burris
- Michael Hyatt (VF : Pascale Vital) : Katherine Davis
- Leven Rambin (VF : Marie Tirmont) : Athena Bezzerides
- Abigail Spencer (VF : Cindy Tempez) : Gena Brune
- Christian Campbell (VF : Laurent Morteau) : Richard Brune
- Michael Irby : le détective Elvis Ilinca
- Lolita Davidovich : Nancy Simpson
- Riley Smith : Steve Mercie
- Yara Martinez : Andrea
- Jon Lindstrom (en) : Glenn Ellinger
- Emily Rios : Gabby Behenna
- Ronnie Gene Blevins (en) : Stan
- Afemo Omilami : le chef de la police William Holloway
- C. S. Lee : Richard Geldof
- Rick Springfield : Dr Pitlor
- Ashley Hinshaw : Lacey Lindel
- W. Earl Brown : le détective Teague Dixon
- David Morse (VF : Philippe Peythieu) : Eliot Bezzerides
- Lera Lynn : la chanteuse de bar

## Liste des épisodes

### Épisode 1:Le Livre des morts occidental
- États-Unis /  Canada : 21 juin 2015 sur HBO / HBO Canada
- France : 22 juin 2015 sur OCS City[1] (en VOSTFr)
- Québec : 15 septembre 2015 sur Super Écran[2] (en VF)

- États-Unis : 3,17 millions de téléspectateurs[3] (première diffusion)

Dans la petite ville de Vinci, proche de Los Angeles, la disparition de Ben Caspere, administrateur municipal, le jour de l'annonce d'un grand projet de train à grande vitesse traversant tout l'État met dans l'embarras les investisseurs et notamment Frank Semyon, patrons de casinos et ancien truand voyant dans ce projet le moyen de gagner de l'argent légalement pour lui et ses associés mafieux. Quand une série d'articles sur la mafia de Vinci commence à paraître, Semyon demande à l'inspecteur Ray Velcoro de dissuader le journaliste-auteur de continuer ses recherches. Les deux hommes ont une vieille histoire en commun : plusieurs années auparavant, alors que la femme de Velcoro a été violée, Semyon s'est chargé de retrouver le coupable et de le faire disparaître en échange de la loyauté de Velcoro. Depuis, sa femme l'a quitté et Velcoro essaie de s'occuper de son fils, dont il n'est pas sûr d'être le père biologique. 
L'inspecteur Antigone « Ani » Bezzerides, du comté de Ventura, lance une descente sur ce qu'elle croit être le centre d'un réseau de prostitution, mais n'est qu'un site de shows pornographiques par webcam, auquel participe sa sœur Athena. Elle retrouve également plus tard son père, gourou hippie ayant pris ses distances avec ses filles depuis le suicide de leur mère, dans le cadre d'une enquête sur la disparition d'une femme.

### Épisode 2:La nuit te découvre
- États-Unis : 28 juin 2015 sur HBO
- France : 29 juin 2015 sur OCS City (en VOSTFr)
- Québec : 22 septembre 2015 sur Super Écran[2] (en VF)

- États-Unis : 3,05 millions de téléspectateurs[4] (première diffusion)

Un arrangement fédéral est trouvé : Velcoro, Bezzerides et Woodrugh feront partie d'un détachement spécial pour enquêter sur la mort de Caspere. L'autopsie montre des signes de torture violente mais précise. Semyon tient à être informé de tout avancement dans l'enquête, car avec la mort de Caspere, son projet immobilier n'a pas pu aboutir, il est ruiné et des acheteurs sont déjà prêts à prendre sa place.

### Épisode 3:Peut-être demain
- États-Unis : 5 juillet 2015 sur HBO
- France : 6 juillet 2015 sur OCS City (en VOSTFr)
- Québec : 29 septembre 2015 sur Super Écran[2] (en VF)

- États-Unis : 2,62 millions de téléspectateurs[5] (première diffusion)

Velcoro a des visions de son père quand il reprend conscience : ses blessures ont été faites avec des munitions non létales, et il s'en tire avec quelques côtes cassées. Il prend une journée de repos où il va voir son père, ancien policier alcoolique. Bezzerides et Woodrugh sont donc ensemble pour continuer l'enquête et rencontrer le maire de Vinci, vivant dans une maison gigantesque à Bel Air avec sa nouvelle femme originaire d'Europe, son fils et sa fille. La simple visite rend le maire Chessani furieux et exige que Bezzerides et Woodrugh perdent leurs postes.
Semyon est perturbé et sa femme ne parvient pas à l'apaiser ni à l'exciter suffisamment pour un don de sperme. Il va donc auprès de ses partenaires pour exiger plus d'argent, mais Osip refuse et se retire de l'affaire. Peu après, Seymon apprend qu'un autre associé, Stan, est mort et retrouvé dans les mêmes conditions que Caspere.
On découvre que Woodrugh cache son homosexualité, qu'il n'assume pas. Il doit pourtant utiliser un prostitué pour entrer dans une des boîtes de nuit que fréquentait Caspere ; il y croise par hasard Semyon, qui organise en secret une rencontre avec des chefs de gang pour retrouver l'assassin de Caspere, et quand l'un d'entre eux refuse, il le bat à mains nues et lui arrache ses dents en or.

### Épisode 4:La chute viendra
- États-Unis : 12 juillet 2015 sur HBO
- France : 13 juillet 2015 sur OCS City (en VOSTFr)
- Québec : 5 octobre 2015 sur Super Écran[2] (en VF)

- États-Unis : 2,36 millions de téléspectateurs[6] (première diffusion)

Pour récupérer sa fortune, Frank Semyon décide de revenir aux bases de son empire : il reprend le contrôle de ses anciens clubs et immeubles, puis négocie avec les gérants pour y écouler de la drogue. Bezzerides et Velcoro découvrent que Caspere se rendait souvent sur des terrains abandonnés, chargés de métaux lourds à la suite d'une exploitation minière intense. En remontant la piste, ils apprennent également par le père de Bezzerides que Chessani, Caspere et son psychiatre le Dr Pitlor se connaissent depuis des années, ce qui amène Velcoro à admettre que l'enquête d’État qu'ils mènent sert à cacher quelque chose de bien plus gros et à prévenir sa collègue que Chessani va tout faire pour garder sa position, obtenue grâce à des années de corruption. Peu après, Bezzerides est suspendue à la suite d'une plainte déposée par un collègue pour harcèlement sexuel (elle a eu une aventure d'un soir avec lui) mais reste sur l'enquête d’État.

### Épisode 5:Autres Vies
- États-Unis : 19 juillet 2015 sur HBO
- France : 20 juillet 2015 sur OCS City (en VOSTFr)
- Québec : 13 octobre 2015 sur Super Écran[2] (en VF)

- États-Unis : 2,41 millions de téléspectateurs[7] (première diffusion)

Deux mois ont passé depuis la fusillade. L'enquête d'Etat sur la mort de Ben Caspere a été close par le procureur Geldof, et Amarilla, le dealer mexicain responsable de la tuerie, a été accusé de tous les torts. Velcoro a quitté la police de Vinci pour devenir homme de mains de Semyon afin de payer la bataille juridique qui l'oppose à son ex-femme sur la paternité de son fils, Bezzerides a été transférée aux archives à la suite de la plainte pour harcèlement sexuel et trompe l'ennui en reprenant l'enquête sur la disparition de la prostituée mexicaine en secret et Woodrugh a été promu lieutenant mais transféré à la répression des fraudes. Semyon a perdu sa maison et son influence, revenant à son ancien statut de gérant de boîtes de nuit, mais n'a pas renoncé à sa revanche : quand il apprend que le projet de voie de chemin de fer se fera sans lui et qu'un ancien propriétaire des terrains est mort de façon suspecte, il approche McCandless, patron de la société propriétaire des terrains, et menace de le faire chanter en révélant l'arnaque mise en place pour faire baisser le prix des terrains. McCandless demande donc à Semyon de retrouver le disque dur de Caspere, contenant des images compromettantes, contre le retour de ses parts. Semyon demande également à Velcoro de suivre son associé Blake, qu'il soupçonne de trafiquer dans son dos. Velcoro le surprend avec Tony Chessani, le fils du maire de Vinci, transporter trois filles de la clinique de Pitlor à la demeure du rival de Semyon, Osip.
Bezzerides parvient à trouver un lien entre Vera et des diamants bleus retrouvés dans le coffre de Caspere. Davis fait alors rouvrir officieusement l'enquête sur la mort de Caspere, réunissant à nouveau Velcoro, Bezzerides et Woodrugh ; pour elle, le fait que la fin de l'enquête marque la candidature du procureur Geldof au poste de gouverneur a permis de taire la corruption du procureur et du maire Chessani. Velcoro est réticent mais accepte quand on lui propose du soutien dans son procès contre son ex-femme. Velcoro découvre cependant que le violeur de son ex-femme n'est pas mort mais a été arrêté quelques semaines auparavant. Il réalise alors que Semyon l'a piégé et manipulé depuis des années. Woodrugh remonte la piste des diamants bleus et découvre que Dixon, leur collègue mort pendant la fusillade, les avait cherchés également pendant la première enquête sans en parler. Bezzerides en conclut que Dixon a servi à la police de Vinci pour manipuler l'enquête de l'intérieur. Velcoro interroge avec brutalité Pitlor, qui avoue que Caspere et Chessani étaient en affaire, piégeant des personnalités avec des prostituées pour s'en servir comme moyen de pression et utiliser leur influence. Bezzerides essaie de se faire inviter à une de ses soirées via sa sœur. Ensuite, elle revient sur les derniers lieux où a été vue Vera avec Woodrugh et découvre une cabane abandonnée dans les environs de Guernville, où une personne semble avoir été torturée.

### Épisode 6:Église en ruines
- États-Unis : 26 juillet 2015 sur HBO
- France : 27 juillet 2015 sur OCS City (en VOSTFr)
- Québec : 20 octobre 2015 sur Super Écran[2] (en VF)

- États-Unis : 2,34 millions de téléspectateurs[8] (première diffusion)

Velcoro confronte Semyon et cherche à savoir comment il a obtenu le nom du truand qu'il a tué alors qu'il pensait qu'il était le violeur de sa femme. Semyon assure qu'il pensait que le nom était le bon et qu'il n'a jamais voulu le duper. Velcoro accepte alors et demande la fin de leur arrangement une fois que cette histoire sera finie. Il va plus tard menacer le violeur en prison, jurant sa mort si l'État ne l'exécute pas. Après une visite surveillée de son fils, il entame une soirée d'alcool et de drogue au cours de laquelle il appelle sa femme et lui demande de renoncer au test de paternité, en échange de quoi il disparait de leurs vies ; elle accepte.
Woodrugh finit par remonter l'histoire des diamants bleus : ils ont fait partie du butin d'un braquage ayant mal tourné pendant les émeutes de 1992. Semyon négocie avec le cartel mexicain pour retrouver Irina, la prostituée qui avait mis en gage les diamants. Elle n'a que le temps de décrire vaguement le policier qui lui a donné les diamants avant d'être tué par le cartel. Quand Semyon trouve son corps, le cartel le force à les laisser vendre leur drogue dans ses clubs.

### Épisode 7:Cartes noires et chambres de motel
- États-Unis : 2 août 2015 sur HBO
- France : 3 août 2015 sur OCS City (en VOSTFr)
- Québec : 27 octobre 2015 sur Super Écran[2] (en VF)

- États-Unis : 2,18 millions de téléspectateurs[9] (première diffusion)

Le groupe se réfugie dans un motel où Vera et Bezzerides peuvent faire leur descente de drogue pendant que Velcoro et Woodrugh regardent en détail le contenu des documents, reliant Catalyst et McCandless à Osip et à Tony Chessani. Le lendemain, Woodrugh et Bezzerides s'assurent de la protection de leurs proches tandis que Velcoro part informer Davis de leur découverte, mais celle-ci a déjà été abattue. Le seul moyen de faire tomber les arnaqueurs est Semyon, qui a lui aussi été manipulé. Woodrugh, qui est le seul des trois policiers à ne pas avoir été impliqué, découvre que Bezzerides est recherchée pour le vigile tué et que Velcoro également, pour la mort de Davis ; cependant, Woodrugh reçoit des menaces de chantage avec des photos compromettantes de sa nuit avec Gilb.
À partir de ce que sait Semyon, Vera et les rapports officiels, les trois policiers commencent à comprendre la teneur de l'affaire autour de la mort de Caspere : des policiers corrompus — Holloway, Burris, Dixon et Caspere — ont agi sous couvert des émeutes de 1992 pour voler les diamants bleus, grâce auxquels ils ont eu les moyens d'acheter le contrôle de la ville ; mais Laura, rendue orpheline à cause du braquage, les a retrouvés, s'est fait engager comme assistante de Caspere et l'a tué une fois qu'elle a pu prouver son implication. La fusillade n'a été qu'une diversion pour faire clore l'enquête afin d'éviter qu'ils ne remontent la piste des diamants. Semyon demande des comptes à Blake pour sa trahison et ses arrangements avec Osip : il admet qu'Osip fait tout pour écarter Semyon avec l'aide de Tony Chessani, qui reprendra la mairie avec Osip tirant les ficelles, et reconnait avoir tué Stan pour se couvrir en copiant la mort de Caspere. Semyon le tue et prépare sa fuite avec Jordan. Quand il rencontre Osip, il feint l'ignorance et la bonne volonté, acceptant son offre de devenir simple manager des clubs, mais avec dans l'idée de saboter son trafic et ses prochaines transactions, Semyon met le feu à toutes ses propriétés.

### Épisode 8:Gare Omega
- États-Unis : 9 août 2015 sur HBO
- France : 10 août 2015 sur OCS City (en VOSTFr)
- Québec : 3 novembre 2015 sur Super Écran

- États-Unis : 2,73 millions de téléspectateurs[10] (première diffusion)

Après leur nuit d'amour, Velcoro et Bezzerides se confient leurs passés douloureux, l'enlèvement de Bezzerides et le meurtre du violeur de sa femme pour Velcoro. Semyon s'assure que Jordan parte se réfugier au Venezuela sous la garde de son homme de main et promet de la rejoindre deux semaines plus tard. Il retrouve plus tard le maire Chessani mort, son meurtre maquillé en suicide par son fils Tony. Pendant ce temps, Velcoro et Bezzerides apprennent la mort de Woodrugh et décident de ne pas fuir tant qu'ils peuvent coincer les responsables de la mort de Caspere : les deux orphelins, Laura, devenue la secrétaire de Caspere, et Lenny, qui s'est fait engager comme photographe sur le film où on a volé la voiture. Ils retrouvent Laura chez Lenny, menottée au milieu de toutes les preuves dont ils avaient besoin, comme le masque d'oiseau. Laura révèle que le disque dur est désormais vierge, mais que Lenny a tendu un piège à Holloway dans une gare pour le tuer. Bezzerides fait en sorte que Laura fuit en bus pour Seattle et Velcoro parvient à raisonner Lenny en lui proposant de faire avouer Holloway en prétendant négocier un arrangement. Lors de la rencontre, Velcoro retrouve Holloway, qui commence à avouer le vol de diamants et la conspiration pour cacher le vol et prendre part au projet de couloir ferroviaire. Mais quand Holloway révèle que Laura était la fille illégitime de Caspere et qu'elle était à nouveau enceinte de lui au moment de sa mort, Lenny devient furieux et commence à poignarder le policier. Dans le tumulte et la fusillade qui suit, Holloway et Lenny sont abattus. Burris, caché en renfort, est blessé, et Velcoro fuit grâce à Bezzerides mais l'enregistrement des aveux est perdu.
Velcoro et Bezzerides retrouvent Semyon, réfugié dans un bunker secret dans le bar où les deux hommes se rencontraient, et ils organisent la suite : Semyon et Velcoro vont abattre Osip dans son chalet, pendant que Bezzerides va fouiller le manoir de Pitlor, tué également. Velcoro et Semyon trouvent dans le chalet Osip et McCandless, qu'ils tuent, mais aussi leur magot en liquide. Alors qu'ils s'apprêtent à rejoindre le point de fuite, les deux hommes sont piégés : Semyon est rattrapé par le cartel mexicain qui le laisse mourir dans le désert d'un coup de poignard, Velcoro est pris en chasse à l'école de son fils et ne parvient qu'à gagner du temps pour permettre la fuite de Bezzerides.

## Attribution des rôles
La chanteuse américaine Lera Lynn a été choisie par Nic Pizzolatto pour le rôle de la chanteuse-guitariste du bar où se retrouvent les protagonistes, personnage récurrent de la saison 2.